# 分娩台
分娩台（ぶんべんだい）とは出産時に妊婦が乗り、分娩を行うための医療用ベッドである。現代の病院や産科施設では標準的に使用されており、出産の進行に合わせて角度や高さを調整できる機能を備えている。  

## 特徴と構造
分娩台は、妊婦が分娩中に適切な姿勢をとれるように設計されており、以下のような特徴を持つ。  
1. 調整機能
- 背もたれの角度を調整し、仰臥位（あお向け）、半座位、側臥位などさまざまな姿勢に対応できる。
- 足元の部分が開閉可能で、医療スタッフが介助しやすい構造になっている。
- 一部の分娩台には、分娩後に産後ケア用のベッドへ変形できるタイプもある。

2. 固定用具
- 妊婦が安定した姿勢を保てるように、足台（レッグサポート）やグリップが付いている。
- 必要に応じて、分娩時の圧迫を軽減するクッションやサポートが追加されることがある。

3.医療機器の設置
- 点滴や胎児モニターなど、必要な医療機器を設置しやすい仕様になっている。
- 緊急時には分娩台のまま手術室へ移動できるタイプもある。

## 分娩台での分娩の流れ
1. 分娩第1期（陣痛の進行）
- 分娩台で妊婦の状態をモニタリングしながら、陣痛の進行を確認する。

2. 分娩第2期（娩出期）  
- 胎児の下降に合わせて、背もたれを適切な角度に調整する。
- 妊婦は医師や助産師の指示に従いながら、いきんで赤ちゃんを娩出する。

3. 分娩第3期（後産期）
- 胎盤が娩出されるまで経過観察を行い、必要な処置を実施する。

4. 産後のケア
- 産後の回復を促すため、分娩台をベッドとして使用する場合もある。

## メリットとデメリット
メリット
- 医療機器を整えた環境で、安全に分娩を進められる。

- 帝王切開や吸引分娩など、緊急時の対応がスムーズ。
- 助産師や医師が妊婦をサポートしやすい姿勢を維持できる。

デメリット
- 仰臥位が基本となるため、重力を利用しにくく、分娩時間が長くなることがある。
- 骨盤の開きが制限されるため、会陰切開のリスクが高まる可能性がある。
- 陣痛時に自由に動くことができないため、痛みが強く感じられることもある。

## 分娩台を使わない分娩方法との比較
近年では、自然な出産を希望する妊婦の増加に伴い、座位分娩、四つん這い分娩、水中分娩など、分娩台を使用しない方法も選択肢として広がっている。しかし、分娩台は安全性や医療管理の面で優れているため、多くの医療機関で採用されている。  
妊婦がどの方法で出産するかは、個々の希望や出産環境、医療機関の対応状況を踏まえて決定することが重要である。